# 滿語語法
滿語語法是基於滿語之語法。底下是以羅馬拼音轉寫為主，來說明滿語之語法。

## 解說
满语词汇包括名词、代词、动词、形容词、副词、数词、后置词、连词、拟声词、拟态词、感叹词、助词。名词和代词有格和数的变化。数词分为基数词和序数词。形容词有程度和级的变化。动词有时态和格、式的变化，分现在时、过去时、将来时，主动态、被动态、使役态，陈述式、祈使式、条件式等。满语名词中从其他语言借用词汇的现象比较明显。
滿語在形態學上屬黏著語，其語法與日語、韓語等有相似之處。
满语主从复句比较发达，语法与汉语区别很大，與日語及韓語接近，部分學者將之共列阿爾泰語系。

## 語序
滿語語序如下：
- 基本語序：主詞─受詞─動詞(SOV)
- 介詞多為後置詞，即介詞置於其所支配的名詞之後。
- 數詞、形容詞、指示詞和關係子句等置於被修飾詞前方

其語序如下所示：
ᠠᠪᡴᠠ
ᡩᡝ
ᡩᡝᠶᡝᡵᡝ
ᡤᠠᠰᡥᠠ
ᠪᡳ᠉/ Abka de deyere gasha bi.／（天空有飛鳥）
此句直譯為：天空、（位置助詞）、飛、鳥、有；日語可譯成「（助詞）」，语序一致。
ᠨᡳᠶᠠᠯᠮᠠ
ᡩᡝ
ᡨᡠᠰᠠ
ᠠᡵᠠᠮᠪᡳ᠉/Niyalma de tusa arambi.／（资助别人）
此句直譯為：人、對、方便、給 (ᡨᡠᠰᠠ
ᠠᡵᠠᠮᠪᡳ/tusa arambi为固定词组)

## 元音和諧
滿語有元音和諧的現象，原則上a、o、ū是阳性元音，e是阴性元音，i和u是中性元音，但多音節詞幹規則較為複雜。
詞幹若為阳性元音，後方詞綴亦為阳性元音，詞幹若為o則後方詞綴的母音有時也會變成o，其他狀況一般為阴性元音。

## 名詞
雖然有時詞幹母音的不同會代表不同性別的事物，一般的通則是a用於陽性的事物，e用於陰性的事物，但在語法上滿語沒有真正意義的性存在。

### 數
滿語名詞分成單數和眾數兩種。親屬關係名詞眾數形後方加᠊ᡨᠠ -ta/᠊ᡨᡝ -te/᠊ᡵᡳ -ri，使用時詞幹結尾之-n往往會消失。一般名詞則在詞幹後方加᠊ᠰᠠ -sa/᠊ᠰᡝ -se/᠊ᠰᠣ -so/᠊ᠰᡳ -si

### 格
滿語的名詞基本可分成五個格，它們分別如下：
- 主格：單詞的基本形式，表從事動作者。不加任何詞綴
- 屬格─工具格：表示從屬或動作使用工具。單詞後方加  ᡳ i，但以ng結尾的名詞後方加 ᠨᡳ ni
- 與格─方位格：表動作發生的地點或所向。單詞後方加ᡩᡝ de
- 賓格：表動作的接受者。單詞後方加ᠪᡝ be
- 奪格：表動作離去的方向或比較級，在錫伯語中變為向格。單詞後方加ᠴᡳ ci或ᡩᡝᡵᡳ deri

## 代詞
滿語人稱代詞如下：
|             | 一人稱單數(我)               | 二人稱單數(你)              | 三人稱單數(他/她/它)    | 一人稱眾數(我們)            | 一人稱包含形眾數(我們和你/你們) | 二人稱眾數(你們)                    | 三人稱眾數(他們)            |
| ----------- | ---------------------------- | --------------------------- | ----------------------- | --------------------------- | ------------------------------- | ----------------------------------- | --------------------------- |
| 主格        | ᠪᡳ bi                        | ᠰᡳ si                       | ᡳ i                     | ᠪᡝ be                       | ᠮᡠᠰᡝ muse                       | ᠰᡠᠸᡝ suwe                           | ᠴᡝ ce                       |
| 屬格─工具格 | ᠮᡳᠨᡳ mini                    | ᠰᡳᠨᡳ sini                   | ᡳᠨᡳ ini                 | ᠮᡝᠨᡳ meni                   | ᠮᡠᠰᡝᡳ musei                     | ᠰᡠᠸᡝᠨᡳ suweni                       | ᠴᡝᠨᡳ ceni                   |
| 與格─方位格 | ᠮᡳᠨᡩᡝ minde                  | ᠰᡳᠨᡩᡝ sinde                 | ᡳᠨᡩᡝ inde               | ᠮᡝᠨᡩᡝ mende                 | ᠮᡠᠰᡝᡩᡝ musede                   | ᠰᡠᠸᡝᠨᡩᡝ suwende                     | ᠴᡝᠨᡩᡝ cende                 |
| 賓格        | ᠮᡳᠮᠪᡝ mimbe                  | ᠰᡳᠮᠪᡝ simbe                 | ᡳᠨᡩᡝ imbe               | ᠮᡝᠮᠪᡝ membe                 | ᠮᡠᠰᡝᠪᡝ musebe                   | ᠰᡠᠸᡝᠮᠪᡝ suwembe                     | ᠴᡝᠮᠪᡝ cembe                 |
| 奪格        | ᠮᡳᠨᠨᠴᡳ minci/ ᠮᡳᠨᡩᡝᡵᡳminderi | ᠰᡳᠨᠴᡳ sinci/ᠰᡳᠨᡩᡝᡵᡳ sinderi | ᡳᠨᠴᡳ inci/ᡳᠨᡩᡝᡵᡳ inderi | ᠮᡝᠨᠴᡳ menci/ᠮᡝᠨᡩᡝᡵᡳ menderi | ᠮᡠᠰᡝᠴᡳ museci/ᠮᡠᠰᡝᡩᡝᡵᡳ musederi | ᠰᡠᠸᡝᠨᠴᡳ suwenci/ᠰᡠᠸᡝᠨᡩᡝᡵᡳ suwenderi | ᠮᡝᠨᡩᡝ cenci/ᠴᡝᠨᡩᡝᡵᡳ cenderi |

指示詞如下：
- 這：ᡝᡵᡝ ere
- 這些：ᡝᠰᡝ ese
- 那：ᡨᡝᡵᡝ tere
- 那些：ᡨᡝᠰᡝ tese

一般而言，指示詞用作代詞時，其格變化形式與普通名詞同。唯有時ᡝᡵᡝᡳ erei作ereni；erede有時作ᡝᡩᡝ ede；terede有時作ᡨᡝᡩᡝ tede。

## 動詞
滿語動詞有時態、語態、語式和副動詞形等的分別。
滿語的基本時態如下：
- 一般時/原形：動詞後方加᠊ᠮᠪᡳ -mbi
- 現在未來時：᠊ᡵᠠ -ra/᠊ᡵᡝ -re/᠊ᡵᠣ -ro
- 過去時：᠊ᡥᠠ -ha/᠊ᡥᡝ -he/᠊ᡥᠣ -ho
- 否定形：᠊ᡵᠠᡴᡡ -rakū
- 過去否定形：᠊ᡥᠠᡴᡡ -hakū/᠊ᡥᡝᡴᡡ -hekū/᠊ᡥᠣᡴᡡ -hokū

否定形和過去否定形是分別由動詞的現在未來時和過去時加ᠠᡴᡡ akū(意即「沒有」)的形式縮略而成的，因此ᡤᡳᠰᡠᡵᡝᡵᠠᡴᡡ gisurerakū(意即「不說」)實際上和ᡤᡳᠰᡠᡵᡝᡵᡝ
ᠠᡴᡡ gisurere akū是一樣的。
動詞現在未來時和過去時的形式可用於構造子句，而子句的主詞通常為屬格（类似日语）。它可用在關係子句上，像例如ᠠᡵᡴᡳ
ᠣᠮᡳᡵᡝ
ᠨᡳᠶᠠᠯᠮᠠ arki omire niyalma即「喝酒的人」之意；而ᠠᡵᡴᡳ
ᠣᠮᡳᡵᠠᡴᡡ
ᠨᡳᠶᠠᠯᠮᠠarki omirakū niyalma即「不喝酒的人」之意，而ᡶᡳᠶᠠᠩᡤᡡ ᡳ
ᠴᡳᡥᠠᠯᠠᡵᠠ
ᠨᡳᠨᠶᠠᠯᠮᠠ Fiyanggū i cihalara niyalma之意為「費揚古喜歡的人」、ᡶᡳᠶᠠᠩᡤᡡ ᠪᡝ
ᠴᡳᡥᠠᠯᠠᡵᠠ
ᠨᡳᠨᠶᠠᠯᠮᠠ Fiyanggū be cihalara niyalma之意則為「喜歡費揚古的人」、ᡶᡳᠶᠠᠩᡤᡡ ᡳ
ᠨ᠋ᠠᡩᠠᠨᠵᡠ
ᠪᡝ
ᡨᠠᡴᠠᡥᠠ
ᠪᠠ Fiyanggū i Nadanju be takaha ba之意則為「費揚古認識那丹珠的地方」等；亦可和賓格詞be、與格─方位格詞ᡩᡝ de或奪格詞ᠴᡳ ci/ᡩᡝᡵᡳ deri等連用，像ᠠᠮᡤᠠᡵᠠ
ᡩᡝ amgara de之意為「睡覺的時候」等。
滿語有著相當數量的副動詞用法，像例如ᡤᡝᠨᡝᡶᡳ
ᡨᡠᠸᠠᠮᠪᡳ genefi tuwambi(意即「去看」)中的ᡤᡝᠨᡝᡶᡳ genefi就是一個副動詞，其中的後綴᠊ᡶᡳ -fi表某個主動詞動作之前先做的行為。
語態則如下：
- 被動/使動(使動態間接受詞為ᠪᡝ be；被動態「主語」為ᡩᡝ de)：᠊ᠪᡠ -bu
- 去向：᠊ᠨᠠ᠊ -na/᠊ᠨᡝ᠊ -ne/᠊ᠨᠣ᠊ -no
- 來向：᠊ᠨᠵᡳ -(n)ji
- 齊動：᠊ᠴᠠ᠊ -ca/᠊ᠴᡝ᠊ -ce/᠊ᠴᠣ᠊ -co
- 互動：᠊ᠨᡠ᠊ -nu/᠊ᠨᡩᡠ᠊ -ndu
- 連續：᠊ᡩᠠ᠊ -da/᠊ᡩᡝ᠊ -de/᠊ᡨᠠ᠊ -ta/᠊ᡨᡝ᠊ -te/᠊ᡧᠠ᠊ -ša/᠊ᡧᡝ᠊ -še/᠊ᡧᠣ᠊ -šo/᠊ᠴᠠ᠊ -ca/᠊ᠴᡝ᠊ -ce/᠊ᠴᠣ᠊ -co/᠊ᠵᠠ᠊ -ja/᠊ᠵᡝ᠊ -je/᠊ᠵᠣ᠊ -jo

## 數詞
滿語的數詞有多種。基數詞表「‧‧‧個之意」，直接加在名詞前方，不加量詞，此與漢語不同。
序數詞表「第‧‧‧個之意」，藉由在基數詞後方加᠊ᠴᡳ -ci來構造。
分配數詞表「各‧‧‧個之意」，藉由在基數詞後方加᠊ᡨᠠ -ta/᠊ᡨᡝ -te/᠊ᡨᠣ -to來構造。
以-n結尾的數詞，在構造序數詞或分配數詞時，其後方之-n消失，但ᠵᡠᠸᠠᠨ juwan(意即「十」)和ᡨᡠᠮᡝᠨ tumen(意即「萬」)為其例外。